# Boguszyce (gmina w województwie bydgoskim)
Boguszyce – dawna gmina wiejska istniejąca w latach 1867–1954 w guberni warszawskiej, w woj. warszawskim, pomorskim i bydgoskim (dzisiejsze woj. wielkopolskie). Początkowo siedzibą gminy była wieś Boguszyce, a następnie (w Rosji) Wymysłowo. W Polsce siedzibą władz gminy była Synogać.

## Historia
Gmina zbiorowa Boguszyce powstała w związku z reformą administracyjną Królestwa Polskiego w 1867 roku. Należała do powiatu radziejowskiego (od 1871 nieszawskiego) w guberni warszawskiej. 
W 1882 roku zniesiono sąsiednią gminę Wierzbie, a jej obszar włączono wstępnie do gminy Sompolno w powiecie kolskim w guberni kaliskiej, lecz wkrótce obszar ten włączono do gminy Boguszyce, która zwiększyła się o miejscowości Belny (Belno), Brzezie, Buslerowo, Dębowiec, Drzewiec, Gałeckie, Goczki Polskie, Janowo, Józefowo, Marcinkowo, Marcjanki, Mąkoszyn, Mniszki, Ośno Dolne, Ośno Górne, Ośno Podleśne, Olszewo, Podryń, Przedworszczyzna, Ryna, Sompolinek, Sowa, Synogać (Sinogać), Szczerkowo, Wierzbie, Władysławowo, Wola Cesarska i Wymysłowo.
W okresie międzywojennym gmina Boguszyce należała do powiatu nieszawskiego w woj. warszawskim.
20 października 1933 gminę Boguszyce podzielono na 37 gromad (sołectw): Boguszyce, Boguszyczki, Brzezie, Florianowo, Gaj, Goczki Polskie, Helenowo, Kazimierzewo, Kazubek, Kwiatkowo, Lucjanowo, Łysek, Marcinkowo, Marcjanki, Mąkoszyn, Nykiel, Olszewo, Ostrowo, Ośno Dolne, Palmowo, Pamiątka, Posada, Romanowo, Rybno, Sadlno, Spólnik, Sumin, Synogać, Teodorowo, Teresewo, Walerianowo, Wierzbie, Wierzbinek, Władysławowo, Zakrzewek, Zielonka i Ziemięcin.
Była to gmina o ekstremalnie peryferyjnym położeniu względem stolicy województwa – Warszawy, w związku z czym  przeniesiono ją 1 kwietnia 1938 wraz z całym powiatem nieszawskim do woj. pomorskiego.
Po wojnie gmina weszła w skład terytorialnie zmienionego woj. pomorskiego. 12 marca 1948 roku powiat nieszawski przemianowano na powiat aleksandrowski a woj. pomorskie 6 lipca 1950 roku na woj. bydgoskie.
Za czasem liczba gromad gminy malała; 1 lipca 1952 obejmowała już tylko 25: Belny, Boguszyce, Brzezie, Chlebowo, Gaj, Goczki Polskie, Helenowo, Kazubek, Kwiatkowo, Łysek, Marcinkowo, Marcjanki, Mąkoszyn, Nykiel, Ostrowo, Palmowo, Pamiątka, Sadlno, Sompolinek, Synogać, Teresewo,  Wierzbie, Władysławowo, Zakrzewek i Zielonka (nowe gromady to Belny, Chlebowo i Sompolinek).
Gmina została zniesiona 29 września 1954 roku wraz z reformą wprowadzającą gromady w miejsce gmin.
Jednostki nie przywrócono 1 stycznia 1973 roku po reaktywowaniu gmin. 19 z jej dawnych gromad (sołectw) weszło w skład nowej gminy Wierzbinek w powiecie radziejowskim w województwie bydgoskim a 6 weszło w skład powiatu kolskiego w województwie poznańskim: 5 w skład nowej gminy Sompolno (Belny, Marcinkowo, Marcjanki, Sompolinek i Wierzbie) i jedna w skład gminy Babiak (Brzezie).
Uwaga: do 1938 roku w woj. warszawskim istniały 2 gminy o nazwie Boguszyce – drugą była gmina Boguszyce w powiecie rawskim.